# Die Zaubergeige (Film)
Die Zaubergeige ist ein deutscher Spielfilm von Herbert Maisch aus dem Jahr 1944 und die Verfilmung des gleichnamigen Romans von Kurt Kluge.

## Handlung
Friedberg bei Homburg in Hessen, um 1850. Andreas Halm flucht wieder einmal über den schlechten Klang seiner drittklassigen Geige, mit der er seine Schülerin und heimliche Freundin Agnes beim Klavierspiel begleitet. So kann er unmöglich in drei Tagen den berühmten Geigenvirtuosen Georg Hellmesberger, der in Homburg bei einem Konzert die Sologeige spielen wird, von seinem Können überzeugen. Andreas wünscht sich eine richtige Geige, so wie sie im Homburger musikhistorischen Museum ausgestellt sind. Seiner Freundin Agnes will er die Geigen im Museum zeigen, als gerade ein neues Instrument aus dem Besitz des Landgrafen von Hessen hinter Glas gelegt wird: eine echte Stradivari. Andreas ist wie gefangen von dem Instrument, was auch Agnes nicht entgeht. Gleichzeitig zu seiner Tagträumerei, während der er der Geige nachhängt, muss er Geld verdienen, also abends in der „Grotte“ in Homburg für die Gäste Klavier spielen und außerdem noch regelmäßig im Friedberg’schen Quartett als zweite Geige anwesend sein. Irgendwann kommt es zum Eklat.
Andreas verschläft und kommt zu spät zu einem Konzert seines Quartetts. Die ersten Gäste sind schon wieder gegangen, was den Archivrat Mittenzwey so sehr aufbringt, dass er Andreas vor dem gesamten Quartett als Säufer und Casanova beschimpft, was den wiederum, der eigentlich nur versucht seinen Lebensunterhalt zu verdienen, so erbost, dass er seine einzige Geige auf dem Kopf des Archivrats zerschlägt. Es folgt die Flucht zu Agnes. Die weiß um den Vorfall. Sie gibt ihm ihr Erspartes – ganze 100 Taler – damit er sich eine neue Geige kaufen kann. Doch selbst die billigsten Instrumente sind teurer und so versucht Andreas sein Glück am Spieltisch und verliert alles. Frustriert kehrt er nach Homburg zu einem Treffen mit Agnes zurück, stößt sie und auch Hasel, die wie er in der „Grotte“ arbeitet, mit seinem Verhalten vor den Kopf und findet sich des Abends vor dem Museum wieder, aus dem Geigentöne klingen. Der Virtuose Hellmesberger ist bereits in der Stadt und hat den Museumsdirektor Becker überreden können, kurz auf der Stradivari zu spielen. Als Andreas sich ins Museum schleicht, findet draußen gerade das große Feuerwerk statt, sodass sich die Gesellschaft um Hellmesberger eilig ins Freie begibt und die Geige ungesichert zurücklässt. Andreas nimmt sie an sich.
Am nächsten Tag besucht ihn sein Lehrmeister und Quartettkollege Professor Lichtermark und übergibt ihm eine seiner Geigen, damit Andreas überhaupt spielen kann. Der jedoch zieht mit der Stradivari zum Töpferfest, wo er die Besucher zum Tanzen bringt. Agnes erkennt jedoch, dass es sich um eine besondere Geige handeln muss und folgt ihm zu einer Mühle, wo der fast wahnsinnige Andreas ihr den Raub gesteht. Sie drängt ihn, mit der gestohlenen Geige am nächsten Tag bei Hellmesberger vorzuspielen und die Geige danach an das Museum zurückzugeben. Sie geht am nächsten Tag zu Professor Lichtermark und gesteht, dass sie die Geige gestohlen habe. Andreas begibt sich zu Hellmesberger, um ihm vorzuspielen und findet dort nur den verzweifelten Hofkapellmeister Curtius vor, der nach einem neuen Sologeiger sucht, da Hellmesberger selbst erkrankt ist. Andreas geigt ihm vor und wird engagiert. Das Geständnis des Geigenraubs nimmt Curtius mit diebischer Freude zu Kenntnis. Endlich werde so den bornierten Museumsleuten eins ausgewischt, die wertvolle Instrumente immer nur hinter Glas legen und nicht spielen lassen wollen. Er schickt dennoch eine Nachricht an Becker, in der er ihn beruhigend auf den Verbleib der Geige hinweist. Becker hat nun wiederum Besuch von Lichtermark und Agnes bekommen, die den Museumsdirektor davon abhalten, die Polizei einzuschalten.
Das Konzert findet statt und wird ein voller Erfolg. Auch der Landgraf von Hessen als Besitzer der Geige ist anwesend. Er hatte schon vor langer Zeit bestimmt, dass dem die Geige auf Lebenszeit geliehen wird, der sich ihrer als am Würdigsten erweist. Nach Ende des Konzerts steht fest, dass niemand würdiger als Andreas sein kann. Neben einer Ohrfeige von seinem Freund Lichtermark für all das Chaos der letzten Tage erhält er die Geige und zudem die Aussicht auf eine Hochzeit mit seiner Freundin Agnes.

## Umgang mit der Romanvorlage

Carl Spitzweg: Kunst und Wissenschaft (um 1880)

Kurt Kluges Roman Die Zaubergeige erschien kurz vor dem Tod des Autors 1940 und wurde mit einer Startauflage von 400.000 Exemplaren ein Bestseller seiner Zeit. Die Romanhandlung ist in der fiktiven Kleinstadt Kranichstedt bei Leipzig angesiedelt und spielt in der nicht näher gekennzeichneten Gegenwart.

„Die Filmmänner haben den Schauplatz der ‚Zaubergeige‘ aus Kranichstedt nach Friedberg, aus Leipzig nach Homburg, aus dem Sächsisch-Thüringischen ins Hessische verlegt – zeitlich in eine spätbiedermeierliche Serenissimusepoche. Aber die Eigenart Kurt Kluges ist auch so angestrebt: Die zärtlichen Eulenspiegeleien des „Kortüm“-Dichters, der besinnliche Humor, die menschliche Wärme, die verweilende und weise Betrachtung der Welt, die schnurrige Phantasie. Alle diese Eigenschaften gedeihen prächtig in einer Welt, die noch die spitzwegische Spaßhaftigkeit und kleinstädtische Idylle im Schutz einer landesväterlichen Leutseligkeit besitzt.“

Die begehrte Geige, eine Stradivari aus dem Jahr 1692, wird im Musikinstrumente-Museum in Leipzig gezeigt. Nach dem Eklat mit dem Vorstand des Quartettvereins Mittenzwey, bei der Andreas' Geige zu Bruch geht, fährt der Geiger nach Leipzig, wo er im Museum einschläft und nachts erwacht. Die Geige nimmt er in Trance an sich und entschließt sich am nächsten Morgen, sie drei Tage lang zu spielen. Der Bestrafung für den Diebstahl will er nach drei Tagen durch Selbstmord entgehen. Und so geigt er auf einem Töpferfest in Kranichstedt, im Wald vor Tier und Blumen und sogar auf einer Hochzeit in einem Nachbardorf. Der dritte Tag ist gekommen und Andreas begibt sich wieder nach Leipzig. Vor der Übergabe des Instruments will er sich jedoch einem Musiker anvertrauen in der Hoffnung, Verständnis für sein Handeln zu erhalten. Er wendet sich an den Dirigenten des Leipziger Gewandhauses, der ihn mit dem Sologeiger verwechselt, der als Ersatz für ein Konzert des Orchesters am Abend bei ihm vorsprechen sollte. Also verschiebt Andreas die Rückgabe des Instruments, dessen Verbleib inzwischen auch dem Museumsdirektor bekannt ist und der wiederum von Andreas' Mitmusiker Lichtermark besänftigt wird. Das Konzert mit Andreas als Sologeiger wird ein voller Erfolg und die Rückgabe der Stradivari verläuft ohne Probleme. Und da sich am Ende sogar Andreas und Agnes verheiraten werden, kommt alles zu einem glücklichen Ende.
Die Verfilmung verzichtet auf den Aspekt des Selbstmords. Während der Roman Andreas' Wunsch nach dem Besitz der Geige als inneren Trieb darstellt, dem er sich nicht entziehen kann, stellt die Verfilmung den Geigenraub als Garant für Erfolg heraus: Nur mit einer guten Geige kann es Andreas gelingen, sich einerseits musikalisch zu verwirklichen und andererseits auch aus seinen bescheidenen Einkommensverhältnissen zu treten, indem er Mitglied eines bedeutenden Orchesters wird.
Besonders hervorgehoben wurde von der zeitgenössischen Kritik eine nicht im Roman enthaltene Szene, in der Paul Henckels als Hofkapellmeister Curtius durch Andreas vom Raub der Geige erfährt und sich sowohl über den Diebstahl als auch das musikalische Talent des Kleinstädters begeistert.

„Diese Szene wirbelt Paul Henckels mit einer schon dionysischen Komik und wunderbaren Menschlichkeit herunter. Eine solche explosive komödiantische Leidenschaft sah man an ihm noch nie. In der Szene prasselte Beifall.
Hier gewinnt der Film aus Eigenem eine weiterdichtende Phantasie, die Kurt Kluge begeistert hätte.“

## Hintergrund
Die Dreharbeiten fanden von April bis August 1943 statt. Drehorte waren der ehemals kaiserliche Park Babelsberg (u. a. vor dem Flatowturm) und das Außengelände der Ufa-Ateliers Neubabelsberg, dem heutigen Studio Babelsberg. Eine Liebesszene wurde an der Paretzer Windmühle gedreht. Das Konzertfinale, bei dem die Jupiter-Sinfonie von Wolfgang Amadeus Mozart erklingt, wurde im Schlosstheater Schönbrunn in Wien gedreht. Die Uraufführung des Films fand am 9. Mai 1944 im Berliner Tauentzien-Palast statt.

## Kritik

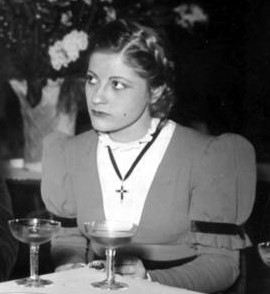
Gisela Uhlen, hier 1941, spielte in der Zaubergeige Andreas Halms Freundin Agnes.

Die zeitgenössische Kritik bewertete den Film differenziert. Sie stellte einen etwas schleppenden Anfang fest und kritisierte das künstlerisch nicht vollauf befriedigende Happy End, das vom Buch abweicht, hob jedoch die „menschliche[n] Miniaturen in Hülle und Fülle“ hervor, die vor allem durch Kauzigkeit und Liebenswürdigkeit glänzen würden, während andere Rezensionen im Film eher das Seelische als Hauptaspekt sahen, dem die Handlung selbst untergeordnet ist.
Das Lexikon des Internationalen Films bewertete Die Zaubergeige als „ein mitten im Zweiten Weltkrieg produzierte[n] realitätsferne[n] Künstlerroman“.
Hauptdarsteller Will Quadflieg schätzte den Film Die Zaubergeige und seine Figur des Andreas Halm rückblickend folgendermaßen ein:

„Es war eine wirklich schöne Rolle, und sie wurde ein sehr großer Erfolg. Um ihn zu verstehen, muß man die Zeit in Rechnung stellen. Es war Krieg. Die Menschen waren von Not und Tod bedroht. Wer ihnen unter diesen Umständen eine einfache, zu Herzen gehende Geschichte zeigte, war ihr Freund.“